# Карты Интерфакс
Карты Интерфакс (ранее Города Live) — специализированная геоинформационная система (ГИС), представлявшая 3D-карты городов Беларуси онлайн.
Миссия проекта заключалась в представлении пространственно распределённых данных в наиболее удобной для пользователя форме — в виде интерактивной карты, где каждый элемент картографической основы обладает атрибутивной информацией и связанными представлениями (фотографии, видео, отзывы, Организации и т.д). Такая информация может исправляться и дополняться (с некоторыми ограничениями) любым участником проекта, что позволяет считать проект сетевой энциклопедий, схожей с вики-ресурсами. Для использования онлайн карты не требуется загружать специальные приложения или апплеты.
Отличительной особенностью проекта являлось использование панорамных снимков города «Живой Город».
Проект мог быть использован как фото- и видеосервис, схожий с flickr и YouTube.
Проект закрыт 1 июля 2009 года по решению заказчика и инвестора, доступ к сайту прекращён 14 июля 2009 года.
В октябре 2009 года проект открыт под именем https://web.archive.org/web/20170107161219/http://maps.interfax.by/.
1 января 2015 года полностью прекратила своё существование. На странице https://web.archive.org/web/20170107161219/http://maps.interfax.by/ доступен только раздел горсправки.

## Технические особенности проекта
On-line-карты «Города Live» отличаются от большинства картографических веб-сервисов использованием объектно-ориентированного подхода — карта в проекте представлена не растровой подложкой, а набором объектов, обладающих геометрическими характеристиками (координаты) и наследуемыми свойствами и классами (например, типы топоэлементов: реки, озёра, дороги, строения и т.д).
Такая абстракция позволяет не только создавать визуально понятную модель местности, как это делает растровая карта, но и задавать отношения между объектами карты и другими элементами проекта: каждый объект может иметь связанные с ним иллюстрации, отзывы, описания. Кроме того, именно такой подход позволяет создать полноценную социальную сеть пользователей «Города Live»: существуют группы пользователей «Живут», «Работают», «Посещают», «Интересуются» для каждого строения, — и каждый новый пользователь автоматически находит соседей, коллег, сокурсников, просто похожих по интересам людей исключительно по критерию взаимной географической близости.
Географическая близость объектов с конкретными координатами позволяет выдавать пользователю не только интересующий его объект, но и предлагать ближайшие «Организации», показывать фотографии прилегающих улиц (Живой Город) и домов, сообщать о последних изменениях объектов в прилегающих областях карты.

### Достоинства
- благодаря «объектности», карта в проекте «Города Live» может быть сетевой энциклопедией, аккумулирующей наиболее актуальную информацию об объектах местности
- карты, представленные в проекте, обладают 3D-визуализацией, которых пользователь может сам выбрать угол перспективы, ориентацию по сторонам света и масштаб
- карты проекта «Города Live» обладают генерализацией данных — на мелких масштабах количество возвращаемых пользователю объектов ограничено, что существенно экономит трафик
- карты имеет растровую подложку, что при сохранении интерактивности ряда выдающихся объектов позволяет легче ориентироваться в карте

### Недостатки
- несмотря на то, что информация в проекте может быть добавлена и изменена любым зарегистрированным пользователем, существует проблема премодерации, что является неполной реализацией принципов вики.
- элементы карты как Географические объекты (ГИС) не могут быть созданы, удалены или переименованы пользователем, также не может быть изменена их форма (координаты) — исключительное право на картографическую основу и её актуализацию принадлежит государству
- соответственно, безымянные объекты местности не могут поименованы пользователями, только администрацией проекта
- доступ к детализации (описанию) безымянных объектов не предусмотрен интерфейсом

## История проекта и названия
Впервые проект появился как «Мой Город» 12 июня 2008 года, версия продукта — 1.0.1. Он был реализован на flash и требовал загрузки апплета, сохраняемого в кэше браузера. При первой загрузке пользователь выкачивал около 1Мб информации, карта города подгружалась по ходу. Интерфейс программы был рассчитан на многоязычность. Девиз проекта «Мой Город» был «Там где я живу». В проекте была представлена только карта Минска.
В сентябре 2008 года появился Транспорт на карте города.
Позже проект дорабатывался, и 25 октября 2008 года была выпущена новая версия. Название было изменено на «Города Live», существенно переработан дизайн, версии продукта — 1.0.1-1.2.25. С этого момента стала возможна не только регистрация пользователей, но и их представление на карте, что превращало «Города Live» в социальную сеть. Впервые появился Живой Город — набор панорамных фотографий, позволяющий совершить виртуальную прогулку по городу.
В декабре того же года появился чат.
В январе проект стал доступен в пиринговых сетях Беларуси, что сделало используемый трафик льготным или вообще бесплатным для пользователей.

## Карты городов
В данный момент в проекте представлены карты следующих городов Беларуси:
- Минск — с 12 июня 2008 года, в границах 2008 года, картографическая основа по состоянию на 01.01.2007
- Гродно — с 23 мая 2009 года, в границах 2002 года (городская черта показана на 2009-й), картографическая основа по состоянию на 01.01.2008.

## Компоненты проекта
Проект имеет сложную структуру объектов, среди которых в первую очередь выделяются Географические объекты (ГИС, элементы карты), Организации (БИЗ), Интересности (ПОИ), Слои, Живой Город, Транспорт, Люди.

### Географические объекты
Элементы карты, которые не могут быть созданы, удалены, изменены в пространстве даже зарегистрированным пользователем.
Пользователи могут редактировать описание ГИС — как в рамках ограниченного перечня свойств (например, здания обладают свойствами «дата постройки», «наличие лифта», «Интернет-провайдеры» и т. д.), так и в свободной форме.
Также пользователи могут добавлять фотографии и прочие файлы, писать отзывы, добавлять себя в Группы.

### Организации
Предприятия, ведомства, учреждения, которые связываются с элементами карты (ГИС) по почтовому адресу.
Обладают перечнем стандартных для юридических лиц свойств (адрес, телефон, лицензии, специализация и т. д.), могут создаваться любым зарегистрированным пользователем, с 23 мая 2009 года — бесплатно. За дополнительную плату юридические лица могут добавить к своим Организациям фотографии и другие файлы, отключить отзывы пользователей и т. д.
На 23 мая 2009 года в проекте зарегистрировано 3000 организаций в Минске и 800 — в Гродно.

### Интересности
Интересность — это видео, фото или любой другой файл, прикреплённый к точке на карте. Фактически это реализация геотегированного сервиса изображений Panaramio.
Создавать Интересности могут все зарегистрированные пользователи, они же и определяют ценность ПОИ, голосуя за них.

### Слои
С 23 мая 2009 года в проекте «Города Live» появились Слои — совокупность точек на карте в формате XML, связанных общим функциональным назначением.
Слоем может быть сеть банкоматов, общественных туалетов, точек продаж, событий и новостей города, афиша культурных мероприятий, приуроченных к тому или иному месту.
Слои могут иметь коммерческую реализацию и быть платными. Перечень существующих слоёв определяется и их наполнение осуществляется администрацией проекта, — при учёте мнений пользователей, высказываемых на форуме, и пожеланий коммерческих заказчиков.
На 16 июня 2009 года в проекте доступны слои, представляющие: точки Wi-Fi «Белтелеком» (в Гродно), покрытие сетями провайдеров «CosmosTV» и «Solo» — в Минске.
Также существуют слои Афиша (в Гродно от Grodno.biz, в Минске — от Interfax.by), Работа (в Гродно от Grodno.biz), Недвижимость (в Минске от Interfax.by).

### Живой Город
Живой Город — технология, аналогичная Google Street View, позволяющая путешествовать по городу, перемещаясь по виртуальному пространству, созданному панорамными фотоснимками:
- Живой Город представлен на карте как определённый слой, который можно включать и отключать с помощью закладки «Живой Город» в главном окне проекта
- Живой Город может быть произвольным маршрутом, по которому пользователь перемещается с использованием поворотов и направлений «вперёд-назад». Такие маршруты на карте показаны в виде синих точек, на которые можно кликнуть либо поставить туда Помощника (packman) — фигурку человечка, которая показывает направление просмотра
- изображения строений на снимке связаны с активными областями, которые позволяют кликнуть по ним и получить исчерпывающую информацию об изображённых зданиях, что кардинально отличает панорамы Живого Города от Google Street View

Сферические панорамные снимки отсняты установленными на автомобиль камерами. Параметры снимков: 360°х110°, 2880х894 пикс., таким образом на них нельзя увидеть зенит и надир.

### Транспорт
Транспорт в проекте «Города Live» представлен как набор точек, показывающих остановочные пункты с перечнем проходящих через них маршрутов. Транспорт может включаться-выключаться по желанию пользователя.

### Люди
Все зарегистрированные пользователи проекта могут быть вовлечены в пространственно определённую социальную сеть, если после регистрации в проекте они укажут своё отношение к объектам карты (ГИС), Организациям (БИЗ) или Интересностям (ПОИ) посредством групп «Живут», «Работают», «Посещают», «Интересуются». Таким образом пользователи смогут найти соседей, коллег или просто похожих по интересам людей исключительно по критерию взаимной географической близости.

## Примечательные факты
- любой объект карты (Геообъекты) и сопутствующей информации (Интересности, Организации, Люди) обладает уникальным идентификатором (УИД), — и потому, даже если он не имеет имени собственного (что не позволяет кликнуть по нему и просмотреть его детализацию), он может быть вызван непосредственно из адресной строки браузера, например:
  - городская черта Минска имеет УИД 110222 и потому вызывается по адресу http://www.gorodalive.by/minsk/gis/110222 (недоступная+ссылка), причём облачко детализации в карте показывает ту часть границы, которая была изменена в июле 2008 года (последнее изменение административной границы Минска)
- так как разработчики «Города Live» не приемлют суеверий, они — в противоположность людям, не употребляющим слово «последний» — не употребляют слово «первый», потому в картах проекта не существует ГИС-объектов с номером 1, минимальный УИД 2 принадлежит в Минске безымянному дачному посёлку, в Гродно — безымянному проезду в мкр-не Фолюш
- остановки общественного транспорта не имеют УИД, но имеют специальный номер, позволяющий пользователям сообщать об ошибках конкретного остановочного пункта: № 666 в Минске принадлежит остановке «ул. Глаголева» (недоступная ссылка), а 777 — остановке «з-д „Транзистор“»
- ранее на карте присутствовали «невидимые» объекты, не отображаемые на карте, но обладавшие именем собственным и детализацией. Они могли быть вызваны либо по ИД, либо возвращены при использовании Поиска. Например: Алеся Гаруна, 1 (недоступная ссылка) или пр-т Дзержинского, 129 (недоступная ссылка). Сегодня такие объекты отображаются на карте внемасштабными знаками.
- чаще всего пользователи просматривают детализацию реки Свислочь (Минск)
- среди самых частых поисковых запросов в проекте: «секс», «пицца» (это был пример в подсказке), «авто»
- панорамы «Живого Города» отсутствуют вблизи правительственных зданий и важных социальных объектов